# Col Molas
Pour les articles homonymes, voir Molas (homonymie).
Le col Molas, en anglais Molas Pass, est un col des montagnes Rocheuses, dans l'État américain du Colorado. Il est situé à une altitude de 3 322 m dans le comté de San Juan et la forêt nationale de San Juan.